# Санта-Крус-де-Тенерифе (провинция)
Санта-Крус-де-Тенерифе (исп. Santa Cruz de Tenerife) — островная провинция Испании в составе автономного сообщества Канарские острова. Административный центр — Санта-Крус-де-Тенерифе.

## География
Включает острова Тенерифе, Пальма, Гомера и Иерро. Территория — 3381 км² (47-е место среди провинций страны).

## Демография
Население — 956 тыс. (14-е место; данные 2005 г.).